# Túneles de Castielfabib
Los túneles de Castielfabib son dos pasos de carretera situados en la villa de Castielfabib, provincia de Valencia (Comunidad Valenciana, España).
Construidos en los años veinte del siglo XX -mediada la Dictadura de Primo de Rivera (1923-1930)-, permiten la comunicación por la CV-479 entre la carretera N-420 y El Cuervo vía Castielfabib.

## Historia

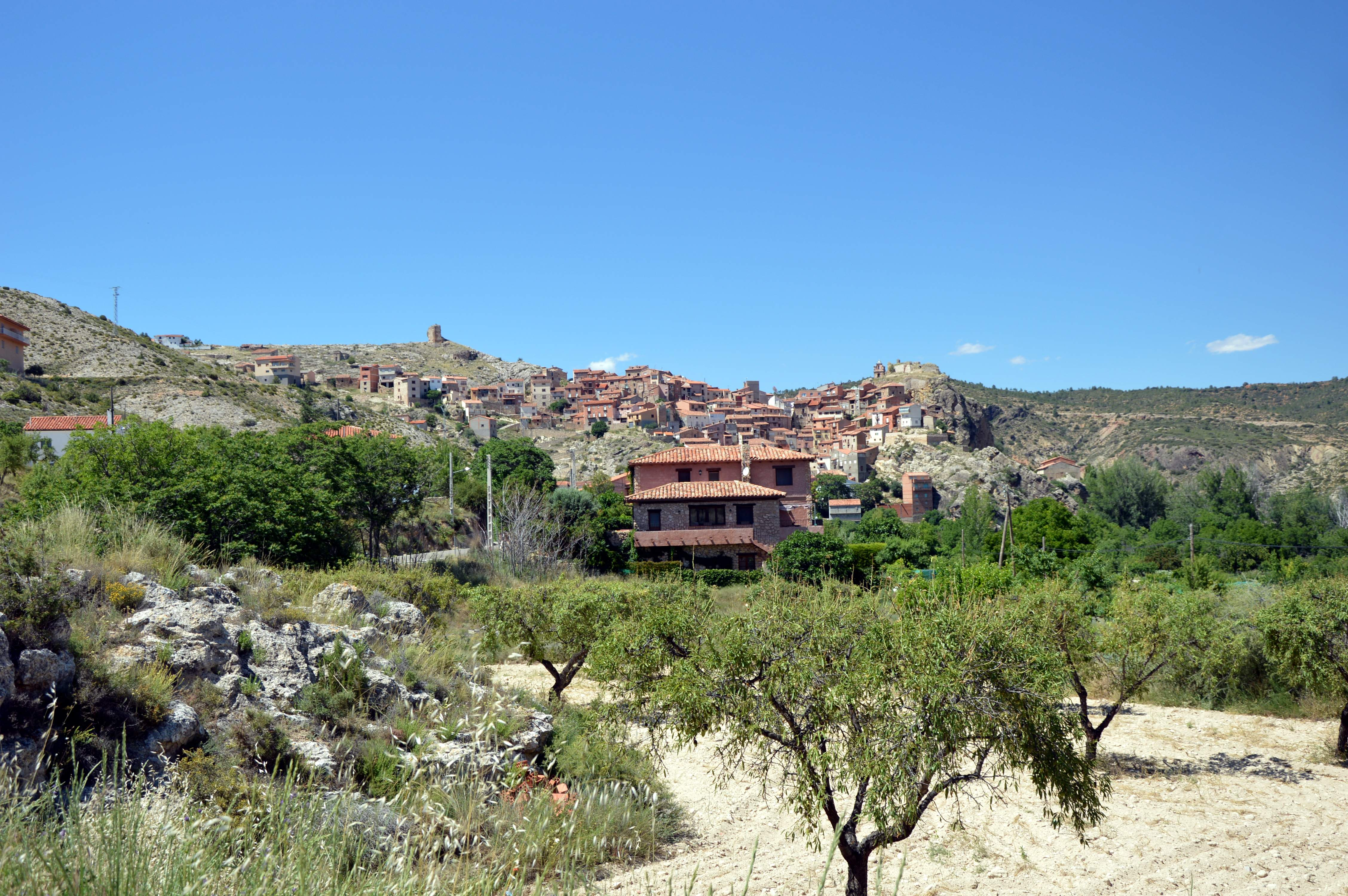
Vista general (meridional) del caserío de Castielfabib, desde Los Planos (2018).

En el siglo XVII, el cronista Gaspar Escolano ya describe como muy peculiar la ubicación geográfica de la villa: «Tiene Castielfabib el asiento muy fragoso, por estar entre dos montes, que hacen un valle muy estrecho». Mediado el siglo XIX, Pascual Madoz la sitúa «en las faldas orientales de un monte que corona un castillo, en la ribera izquierda del río Ebrón». Autores más recientes como el geógrafo Rodrigo Alfonso (1998) destacan también el particular emplazamiento de Castielfabib, «sobre un pronunciado resalte rocoso en el valle, el cual culmina en un gran peñasco de fácil defensa, aprovechado para levantar un castillo».
Para facilitar las comunicaciones de las villa con las localidades del entorno se abrió «la carretera en la primera mitad del siglo XX», la cual «requirió la excavación de dos túneles, que atraviesan el pueblo por debajo».
La construcción de los túneles tuvo lugar mediados los años veinte. Existen testimonios de vecinos, que, siendo niños, presenciaron la excavación de los túneles –Emilio Jarque Fornas (Castielfabib, 1914)-:

«[...] los labraron a mediados de los años veinte [...] Por las mañanas los trabajadores hacían los agujeros con las barrenas y después colocaban los cartuchos de dinamita. Al medio día los hacían estallar, y los contaban, uno, dos, tres... hasta que estallaban todos los que había colocado. [...] Los trabajos eran muy lentos y costosos, porque la montaña es toda de roca viva, y sólo usaban picos y barrenos. [...] El primer túnel que hicieron fue el que llaman de La Solana, y luego el de La Umbría, que duró más tiempo, porque es más largo».
Del paisaje, alma del Rincón de Ademuz, Alfredo Sánchez Garzón 

Previamente a la apertura de los túneles, para ir de una a otra parte de la villa había que subir hasta la plaza Mayor y bajar por la vertiente opuesta. Dado el urbanismo de la localidad, las calles únicamente permitían el paso de personas y caballerías, no de vehículos como carros o coches. Hasta la apertura de los túneles, Castielfabib era fin de carretera, posteriormente lo fue El Cuervo: «Los de este pueblo hicieron a su costa la carretera hasta el comienzo de su término, empalmándola con la que subía de Castiel...». Para ir de El Cuervo y Castielfabib a Teruel, los vecinos utilizaban el Camino de los Callejones hasta Los Santos, la vía resultaba más corta que por la carretera.
En los años sesenta se abrió una nueva vía para el acceso al centro de la población por «La Umbría», la denominada calle de la Virgen de Gracia, hasta ese momento la entrada de vehículos a la plaza de la Villa era imposible.

## Ubicación y descripción

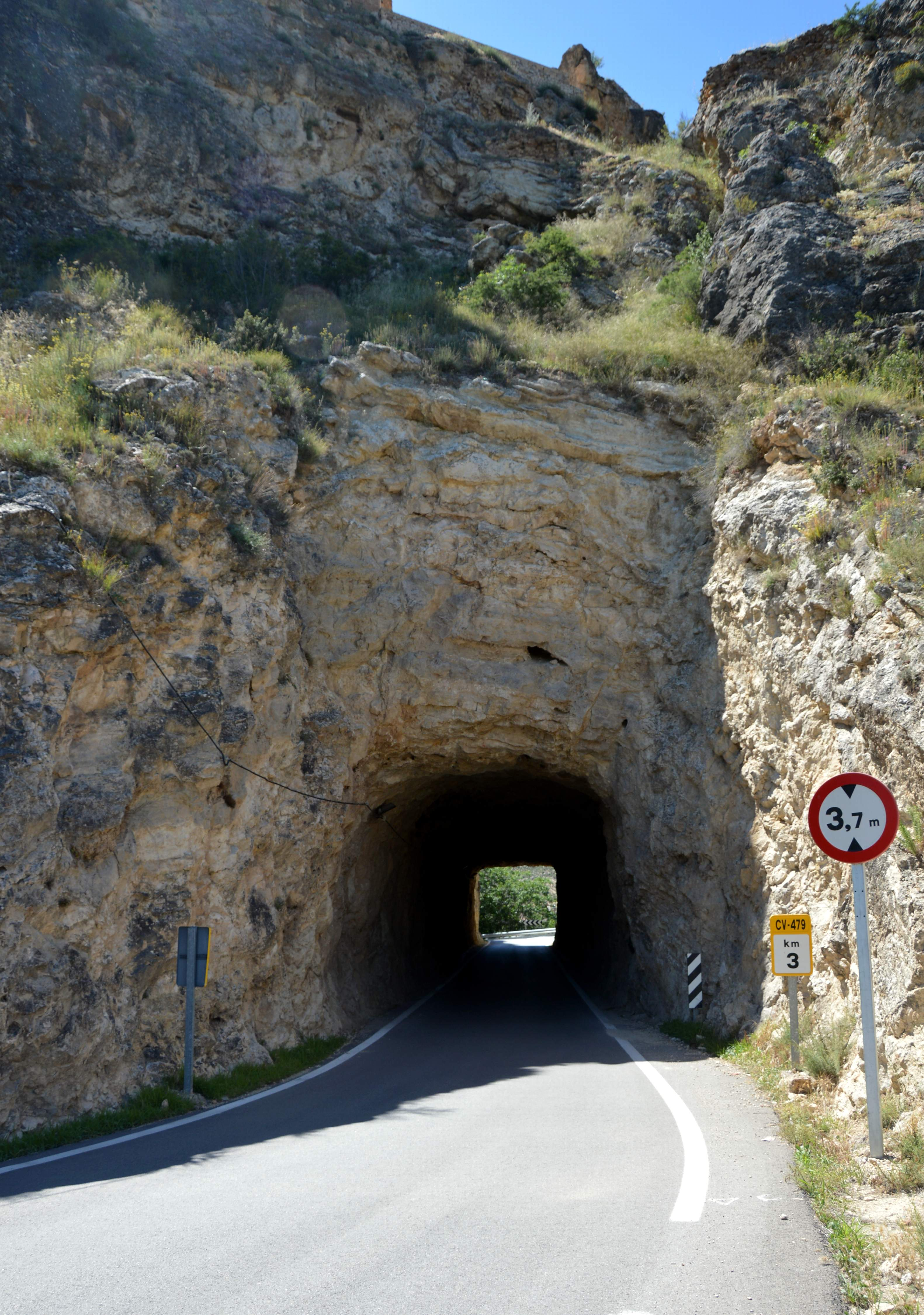
Entrada al túnel de La Umbría en Castielfabib, 2018.

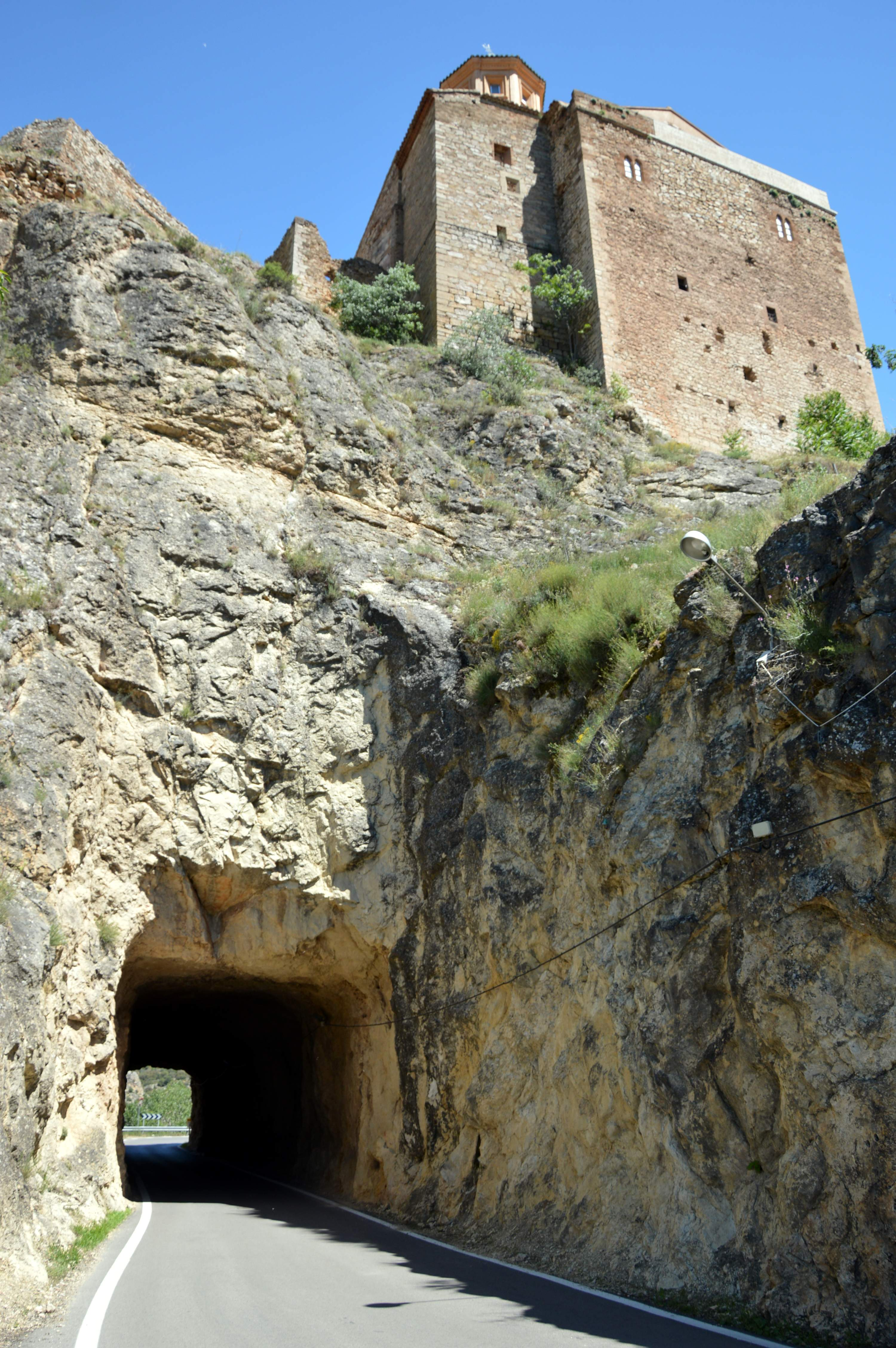
Salida del túnel de La Umbría en Castielfabib, con detalle de la Iglesia-fortaleza arriba (2018).

Los túneles de Castielfabib se hallan en la carretera comarcal que atraviesa los peñascos sobre los que se asienta la villa y el castillo-fortaleza, según su posición se nombran como túnel de «La Solana» (meridional) y túnel de «La Umbría» (septentrional): el primero posee una longitud aproximada de 50 metros y el segundo unos 60 metros.-
Fueron labrados en la roca viva del monte con los medios de entonces, a base de pico, pala y barrenos que se colocaban por la mañana y se hacían estallar a mediodía. Además de en Castielfabib, los estampidos de los cartuchos se oían en Cuesta del Rato y El Cuervo. En su construcción trabajaron los vecinos de la villa y lugares aledaños, los trabajos duraron varios meses. Primero se abrió el de La Solana, más corto y posteriormente el de La Umbría, que es el más largo.
Ambos túneles se conservan prácticamente como fueron labrados, con escasas modificaciones. Durante la Guerra Civil Española (1936-1939) se abrió una pequeña galería perpendicular en el muro derecho (dirección El Cuervo) del túnel de La Solana, como refugio antiaéreo; actualmente la galería está cegada.
Los túneles se usan todavía con absoluta normalidad, resulta indispensables para el tráfico rodado para ir a Cuesta del Rato y El Cuervo por carretera desde la N-420.